# Народжені бурею (фільм, 1981)
Народжені бурею (рос. Рождённые бурей) — радянський художній фільм 1981 року, знятий на Кіностудії ім. М. Горького.

## Сюжет
Ця історія почалася на початку ХХ століття, коли німецькі війська нарешті покинули територію Польщі і Західної України. У підсумку вийшло так, що владу в невеликому містечку очолили місцеві пілсудчики. Якраз в цей же час з в'язниці виходить активіст — більшовик на ім'я Сигізмунд. Зрозумівши, що ситуація загострюється, він вирішив змінити хід подій у своєму рідному місті і створив підпільний революційний комітет. На різних фабриках, заводах і майстернях створюються спеціальні робітничі дружини. Всі вони знаходяться в очікуванні одного сигналу: до повстання. Стає ясно, що до війни з польськими легіонерами готується все місто.

## У ролях
- Геннадій Фролов — Андрій Птаха
- Катерина Васильєва — Олеся
- Євген Герасимов — Раймонд
- Вадим Захарченко — Сигізмунд Раєвський, підпільник
- Георгій Семенов — Ковалло
- Інокентій Смоктуновський — старий граф
- Ольга Барнет — Ядвіга
- Ромуалдс Анцанс — Едвард, граф, полковник (озвучив Сергій Малишевський)
- Марина Голуб — Стефанія
- Вадим Курков — Владислав
- Віктор Проскурін — Пшигодський
- Євген Євстигнєєв — полковник Хейзе
- Любов Германова — комсомолка
- Микола Горлов — лакей
- Аркадій Гольцин — епізод
- Дмитро Волков — брат Андрія Птахи
- Людмила Новосьолова — Ядвіга
- Юрій Ричков — поручик
- Володимир Сухоребрий — епізод
- Юрій Шерстньов — людина в казанку

## Знімальна група
- Режисер-постановник та сценарист — Георгій Ніколаєнко
- Оператор-постановник — Анатолій Гришко
- Композитор — Віталій Філіппенко
- Художник — Альфред Таланцев